# Millepora aspera
Millepora aspera är en nässeldjursart som beskrevs av Carl von Linné 1767. Millepora aspera ingår i släktet Millepora och familjen Milleporidae. Inga underarter finns listade i Catalogue of Life.